# Stepy (obwód charkowski)
Stepy (ukr. Степи, do 2024 Perszotrawnewe, ukr. Першотравневе) – osiedle na Ukrainie, w obwodzie charkowskim, w rejonie iziumskim, w hromadzie Borowa. W 2001 liczyło 792 mieszkańców.